# Архив Российской академии наук
Архив Российской академии наук (сокр. ФГБУН Архив РАН; АРАН) — научно-исследовательское учреждение РАН. Старейший академический научный архив в России. Основан в 1728 году в Санкт-Петербурге для хранения документов Конференции (Общего собрания) Петербургской академии наук. В 1963 году статус головного архивного учреждения Академии наук получило отделение архива в Москве.

## История
Архив был основан 6 (17) января 1728 года для хранения документов Общего собрания и канцелярии Академии наук.
Согласно Уставу Академии наук от 1747 года, руководство архивом было возложено по должности на конференц-секретаря Академии наук.
С 1912 года была учреждена особая должность заведующего архивом.

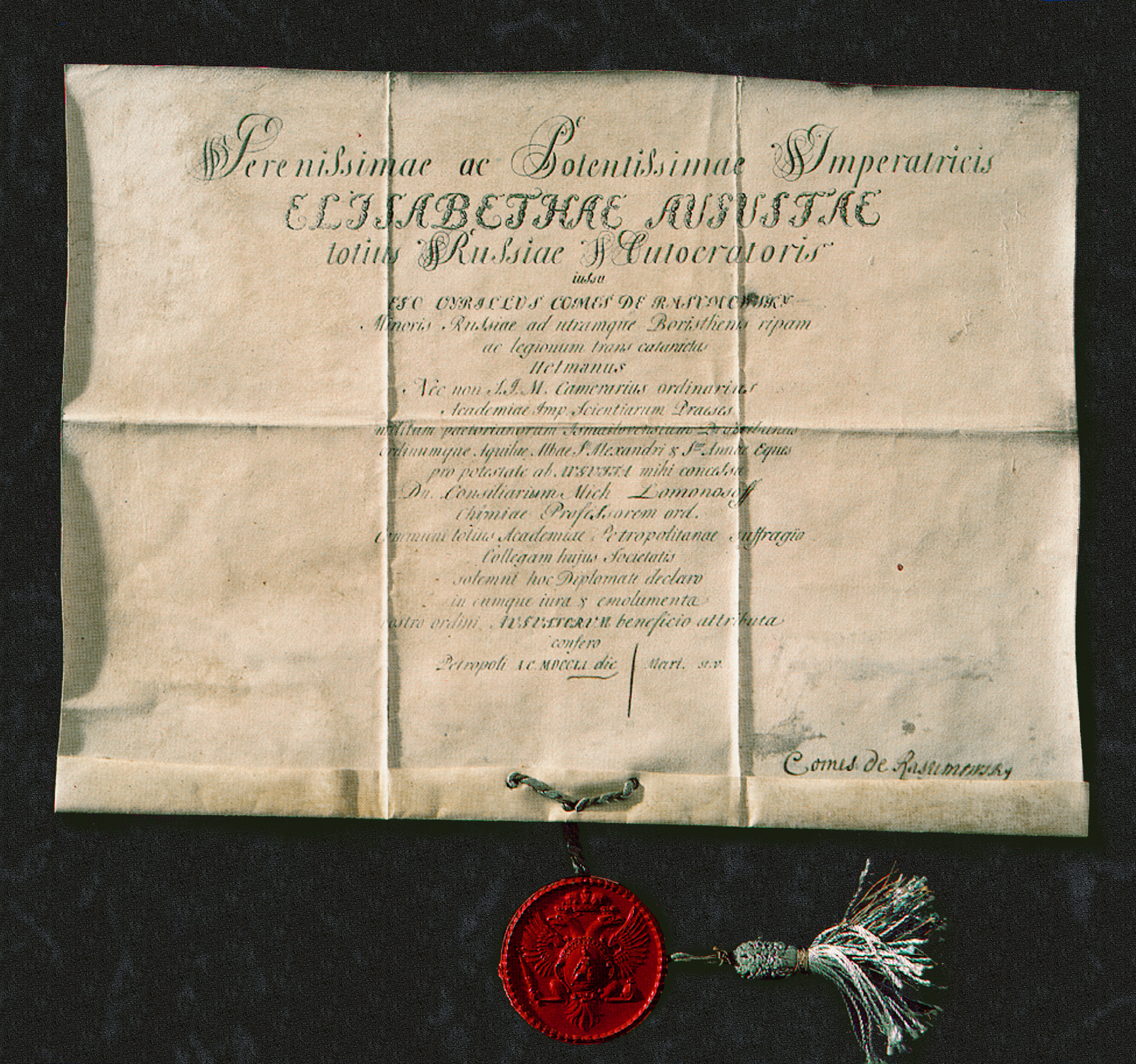
Диплом М. В. Ломоносова 1745 года, хранящийся в СПбФ АРАН

Руководители Архива по году назначения
- 1728 — Миллер, Герхард Фридрих
- [уточнить]
- 1912 — Модзалевский, Борис Львович
- 1929 — Князев, Георгий Алексеевич
- 1963 — Левшин, Борис Венедиктович
- 2003 — Афиани, Виталий Юрьевич
- 2018 — Толстиков, Александр Генрихович и. о.
- 2019 — Работкевич, Александр Викторович

Официальные названия
История названий архива и филиалов по годам переименований:
- 1728 — Архив Конференции Академии наук (Санкт-Петербург).
- [уточнить]
- 1925 — Архив Академии наук СССР (Ленинград).
- 1935 — Московское отделение Архива Академии наук СССР, Ленинградское отделение.
- 1991 — Архив Российской академии наук (Москва) с Санкт-Петербургским филиалом.
- 2007 — Учреждение Российской академии наук Архив РАН (Москва) с Санкт-Петербургским филиалом.
- 2012 — Федеральное государственное бюджетное учреждение науки Архив Российской академии наук (Москва) с Санкт-Петербургским филиалом (СПбФ АРАН).

## Современное состояние

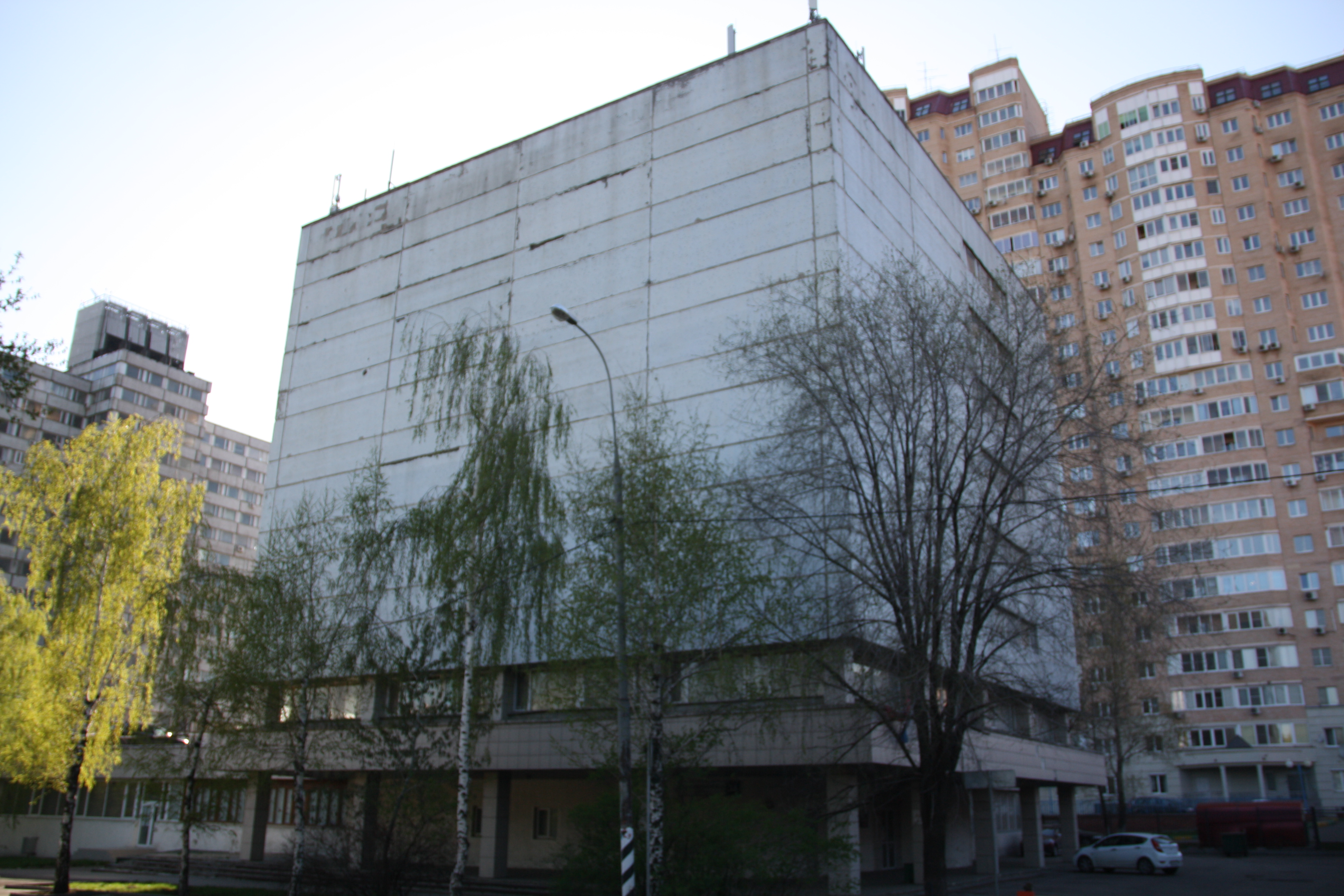
Архив РАН в Москве

Архив РАН соединяет функции крупнейшего в России хранилища научной документации, головного архива Российской академии наук и научно-исследовательского института. Архив РАН осуществляет формирование и обеспечение сохранности Архивного фонда РАН; научное описание и разработку архивных фондов; обеспечение учреждений РАН и различного рода пользователей ретроспективной информацией, имеющей важное научное и социокультурное значение; научную разработку проблем истории Академии наук и науки, архивоведения, археографии, источниковедения, реставрации и консервации документов Архивного фонда РАН.
В соответствии с Положением об Архивном фонде Российской Федерации, утверждённом Указом Президента РФ от 17 марта 1994 года за № 552, Президиум РАН издал Постановление «Об утверждении нормативных актов о совершенствовании архивного дела в Российской академии наук» от 21 июня 1994 года за № 125, по которому утверждалось Положение об Архивном фонде Российской академии наук.
Согласно Положению, Архивный фонд Российской академии наук представляет совокупность документов, образующихся в деятельности Российской академии наук, её учреждений, организаций и предприятий, имеющих научное, социально-культурное и историческое значение. Документы Архивного фонда РАН являются составной частью Архивного фонда Российской Федерации. В соответствии с действующим законодательством и Уставом РАН: «Российская академия наук хранит рукописи ученых, деятелей литературы, культуры и искусства, а также архивные материалы учреждений РАН и другие материалы, представляющие историческую ценность, в Архиве Российской академии наук, в архивах научных учреждений Академии, в Библиотеке Российской академии наук, не сдавая их в общегосударственные хранилища».
В апреле 2019 года деятельность Архива РАН была фактически приостановлена, и он находился на грани ликвидации. C 8 апреля 2019 года Архив РАН, как и его филиал в Санкт-Петербурге, были закрыты «на неопределенный срок». 19 июня 2019 года читальный зал Архива РАН возобновил свою работу. С 1 ноября 2019 года Санкт-Петербургский филиал Архива РАН закрыт в связи с подготовкой к переезду в новое здание. В декабре 2020 года новое здание Архива РАН в Санкт-Петербурге, стоимостью 2 566 млн рублей, было введено в эксплуатацию.

## Структура
Архивный фонд Российской академии наук сосредоточен в более чем 40 архивных учреждениях РАН. Кроме Архива РАН в Москве и его филиала в Санкт-Петербурге, академическая архивная сеть представлена научными архивами отделений и центров РАН и научно-отраслевыми архивами учреждений — Научно-исследовательских институтов РАН, за которыми закреплено право постоянного хранения документов. Среди них:
- Научный архив Сибирского отделения (СО) РАН (Новосибирск)
- Научный архив Уральского отделения (УрО) РАН (Екатеринбург)
- Научный архив Бурятского научного центра СО РАН (Улан-Удэ)
- Научный архив Иркутского научного центра СО РАН (Иркутск)
- Научный архив Якутского научного центра СО РАН (Якутск)
- Научный архив Коми научного центра УрО РАН (Сыктывкар)
- Научный архив Дагестанского научного центра РАН (Махачкала)
- Научный архив Карельского научного центра РАН (Петрозаводск)
- Научный архив Кольского научного центра РАН (Апатиты, Мурманская обл.)
- Научный архив Пущинского научного центра РАН (Пущино, Московской обл.)
- Научный архив Уфимского научного центра РАН (Уфа)
- Научный архив Института археологии РАН (Москва)
- Отдел рукописей и документов Института восточных рукописей РАН (Санкт-Петербург)
- Архив востоковедов Института восточных рукописей РАН (Санкт-Петербург)
- Научный архив Института истории материальной культуры РАН (Санкт-Петербург)
- Музей антропологии и этнографии им. Петра Великого (Кунсткамера) РАН (Санкт-Петербург)
- Санкт-Петербургский институт истории РАН
- Архив А. М. Горького Института мировой литературы им. Горького РАН (Москва)
- Отдел рукописных и книжных фондов Института мировой литературы им. Горького РАН (Москва)
- Рукописный отдел Института русской литературы (Пушкинский Дом) РАН
- Центр восточных рукописей и ксилографов Института монголоведения, буддологии и тибетологии Бурятского научного центра СО РАН (Улан-Удэ)